# Bob Brown (motociclista)
Bob Brown (Sídney, 9 de mayo de 1930 - Stoccarda, 23 de julio de 1960) fue un piloto de motociclismo australiano, que compitió en el Campeonato del Mundo de Motociclismo, desde 1955 hasta su muerte en 1960.

## Biografía
Brown se había mudado a Europa a principios de los 50 para competir en motociclismo dejando su oficio de taxista. Después de competir como piloto privado, su primera oportunidad de competir con una moto oficial fue en 1957 cuando Gilera se vio en la necesidad de reemplazar al lesionado Geoff Duke con ocasión de TT Isla de Man. En esta carrera, obtuvo dos terceros lugares en 350 como en 500. Esta prueba no trajo más resultados debido a la retirada de Gilera de las carreras.
Después de competir nuevamente con motocicletas privadas, en 1960 fue contratado por Honda para competir en algunas carreras. Perdió la vida en un accidente durante los entrenamientos del GP de Alemania del Este de 1960.

## Resultados en el Campeonato del Mundo
Sistema de puntuación desde 1950 hasta 1968:
| Posición | 1.º | 2.º | 3.º | 4.º | 5.º | 6.º |
| Puntos   | 8   | 6   | 4   | 3   | 2   | 1   |

### Carreras por año
(Clave) (negrita indica pole position) (cursiva indica vuelta rápida)
| Año  | Cilindrada | Equipo    | 1      | 2       | 3       | 4      | 5       | 6       | 7       | 8     | Pts. | Pos. |
| ---- | ---------- | --------- | ------ | ------- | ------- | ------ | ------- | ------- | ------- | ----- | ---- | ---- |
| 1955 | 350cc      | AJS       |        |         | IOM 46  | GER 17 | BEL 11  | NED Ret | ULS -   | NAT - | 0    | -    |
| 1955 | 500cc      | Matchless | ESP -  | FRA -   | IOM 16  | GER -  | BEL 11  | NED 5   | ULS -   | NAT - | 2    | 20.º |
| 1956 | 250cc      | NSU       | IOM -  | NED -   | BEL -   | GER 5  | ULS Ret | NAT -   |         |       | 2    | 13.º |
| 1956 | 350cc      | AJS       | IOM -  | NED -   | BEL 17  | GER -  | ULS 6   | NAT -   |         |       | 1    | 17.º |
| 1956 | 500cc      | Matchless | IOM -  | NED -   | BEL Ret | GER -  | ULS 2   | NAT -   |         |       | 6    | 8.º  |
| 1957 | 250cc      | NSU       | GER -  | IOM Ret | NED -   | BEL -  | ULS 4   | NAT Ret |         |       | 3    | 14.º |
| 1957 | 350cc      | Gilera    | GER -  | IOM 3   | NED -   | BEL 5  | ULS -   | NAT 8   |         |       | 6    | 7.º  |
| 1957 | 500cc      | Gilera    | GER -  | IOM 3   | NED -   | BEL -  | ULS -   | NAT -   |         |       | 4    | 9.º  |
| 1958 | 250cc      | NSU       | IOM 4  | NED -   | BEL -   | GER -  | SWE -   | ULS -   | NAT -   |       | 4    | 14.º |
| 1958 | 350cc      | AJS       | IOM 14 | NED 9   | BEL 13  | GER 12 | SWE 15  | ULS 7   | NAT 6   |       | 1    | 19.º |
| 1958 | 500cc      | Norton    | IOM 3  | NED 10  | BEL 15  | GER 6  | SWE 6   | ULS 7   | NAT Ret |       | 6    | 12.º |
| 1959 | 350cc      | Norton    | FRA 8  | IOM 7   | GER -   |        |         | SWE 3   | ULS 2   | NAT 3 | 14   | 3.º  |
| 1959 | 500cc      | MV Agusta | FRA 9  | IOM 3   | GER 3   | NED 2  | BEL 4   |         | ULS 5   | NAT 4 | 17   | 3.º  |
| 1960 | 125cc      | Honda     |        | IOM -   | NED -   | BEL 10 |         | ULS -   | NAT -   |       | 0    | -    |
| 1960 | 250cc      | Honda     |        | IOM 4   | NED -   | BEL -  | GER -   | ULS -   | NAT -   |       | 3    | 13.º |
| 1960 | 350cc      | Norton    | FRA 4  | IOM -   | NED 4   |        |         | ULS -   | NAT -   |       | 6    | 6.º  |
| 1960 | 500cc      | Norton    | FRA 3  | IOM 6   | NED 2   | BEL 3  | GER Ret | ULS -   | NAT -   |       | 15   | 4.º  |